# Galion

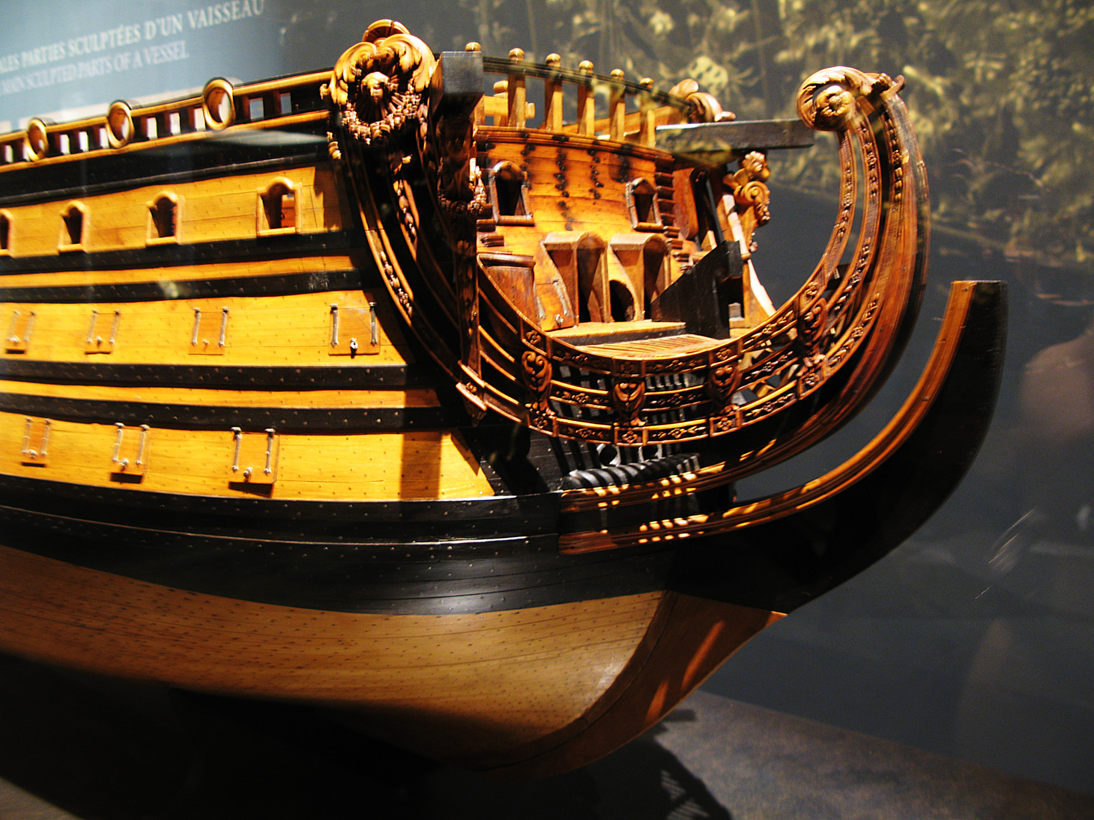
Galion der Soleil Royal

Ein Galion ist eine mit einer Reling versehene Plattform, die über den Bug eines Segelschiffes hinausragt. Etwa um 1500 wurden in Europa die ersten Schiffe mit Galion gebaut.
Möglicherweise ist das Galion aus der Ramme der Galeeren entstanden, vielleicht wurde aber auch ein Teil des vorderen Aufbaus einer Karacke heruntergeschnitten, um Platz für die Bedienung des Blinden zu haben, eines Rahsegels, das unter dem Bugspriet gefahren wurde. Allgemein verbreitet wurde das Galion mit der Entwicklung der Galeone.
War das Galion zunächst zweckmäßig und schmucklos gestaltet und wuchs geradlinig aus dem Bug des Schiffes heraus, so wurde es vor allem bei den repräsentativen Kriegsschiffen des 17. und 18. Jahrhunderts immer aufwendiger ausgeführt – mit elegant geschwungenen Galionsrelingen, vergoldeten Schnitzereien und vor allem einer Galionsfigur, die oft eine Personifikation oder Allegorie des Schiffsnamens darstellte.
Kleinere Schiffe hatten bereits im 18. Jahrhundert oft kein Galion mehr, und im 19. Jahrhundert wurde es auch auf den großen Schiffen nach und nach auf schmückende Rudimente reduziert. Eine betretbare Plattform gab es nicht mehr, da auch das Blindesegel ungebräuchlich wurde. Allerdings gibt es bis ins 21. Jahrhundert hinein gelegentlich Schiffe, die zwar kein Galion, aber eine Galionsfigur haben. Beispiele dafür sind der deutsche Passagierdampfer Imperator von 1912, dessen Bug ein riesiger Bronzeadler zierte, der eine Weltkugel umkrallt, oder die neue Gorch Fock mit einem Albatros als Galionsfigur.